# Dworzec Główny Tunel
Przystanek tramwajowy „Dworzec Główny Tunel” (potocznie „Dworzec Główny”) – jeden z dwóch podziemnych przystanków tramwajowych w Krakowie na terenie Dzielnicy I Stare Miasto. Znajduje się na trasie tunelu Krakowskiego Szybkiego Tramwaju, pod Galerią Krakowską i dworcem kolejowym Kraków Główny. Na terenie przystanku znajdują się dwa perony, jeden w kierunku Krowodrzy Górki i Dworca Towarowego oraz drugi prowadzący w kierunku ronda Mogilskiego.

## Historia

### Budowa
W latach 70. XX wieku Zarząd Miasta Krakowa zaplanował budowę linii metra łączącej Nową Hutę z zachodnią częścią Krakowa. Realizacja tej inwestycji rozpoczęła się w 1974 roku. Rozpoczęto wtedy prace nad budową 180-metrowego odcinka tunelu, przebiegającym pod modernizowanym krakowskim węzłem kolejowym. Według pierwotnych założeń, tunel miał mieć przebieg w kierunkach wschód-zachód i być znacznie dłuższy – od Ronda Mogilskiego aż do ulicy Karmelickiej. Plany przewidywały również budowę Krakowskiego Centrum Komunikacyjnego w miejscu obecnego dworca Polskich Kolei Państwowych. Architekci budowli zakładali, że prace budowlane zostaną szybko zakończone. W 1986 roku wyłączono z użytku linię tramwajową biegnącą od Ronda Mogilskiego wzdłuż ulicy Aleksandra Lubomirskiego do pętli Dworzec Wschodni, aby linia ta zaczęła przebiegać przez tunel, jednak kryzys gospodarczy oraz nadchodzące zmiany ustrojowe spowodowały zatrzymanie realizacji tej oraz wielu innych inwestycji komunikacyjnych w mieście. W 1990 roku ostatecznie zakończono budowę odcinka przebiegającego pod peronami dworcowymi oraz zmieniono wiele decyzji projektowych. Inwestycja miała być dalej realizowana, jednak już dla połączenia północ-południe. Zrezygnowano także z koncepcji metra na rzecz szybkiego tramwaju miejskiego. Prace zostały wznowione w 1995 i w 1999 roku oddano kolejny, 605-metrowy odcinek tunelu pod ul. Aleksandra Lubomirskiego, jednak jeszcze wtedy nie ukończono budowy jego wylotu.
Po raz trzeci realizację inwestycji wznowiono w 2004 roku, po rozstrzygnięciu przetargu na jej ostateczne dokończenie, który wygrało tureckie przedsiębiorstwo Güriş. W tym samym czasie wokół Dworca Głównego rozpoczęto realizowanie wielu innych przedsięwzięć, takich jak budowa Dworca Autobusowego MDA oraz Galerii Krakowskiej, pod którą miał przebiegać kolejny odcinek tunelu.
Wiosną 2005 roku przedsiębiorstwo Güriş zrezygnowało z kontynuowania inwestycji w atmosferze skandalu. Przedsiębiorstwo pozostawiło za sobą niedokończony tunel. Wtedy miasto zabezpieczyło już wykonaną część tunelu, a prace nad inwestycją zawieszono na ponad pół roku. Dokończeniem budowy tunelu zajęło się konsorcjum Budimex-Dromex. We wrześniu 2006 przystanek był już gotowy w stanie surowym. Pod koniec 2007 od strony Dworca Towarowego położono pierwszy tor przy przystanku „Dworzec Główny Tunel”, kolejny został wykonany kilka miesięcy później. W lipcu 2008 zamontowana została sieć trakcyjna, a od września rozpoczęły się testowe jazdy przez tunel. Otwarcie zaplanowano na 1 października tego samego roku, jednak okazało się, że chociaż dziennik budowy został zakończony w terminie, to kontynuowane są niektóre prace wykończeniowe. Ponadto wskutek braku przepisów dotyczących bezpieczeństwa tuneli tramwajowych w polskim prawie, dłużej trwały prace końcowe. Otwarcie ponownie opóźniło się z powodu wadliwego działania systemów w trakcie testów przeciwpożarowych. Ostatecznie przystanek „Dworzec Główny Tunel” wraz z Tunelem Krakowskiego Szybkiego Tramwaju został uroczyście otwarty 11 grudnia 2008, po 34 latach budowy.

### Oddanie do użytku
11 grudnia 2008 tramwaj Bombardier NGT6 na specjalnej, darmowej linii 90, krótko po godzinie 17.00 wyruszył z pasażerami przez tunel z pętli Wieczysta do pętli Dworzec Towarowy. Następnego dnia przystanek został oddany do użytku dla linii Krakowskiego Szybkiego Tramwaju.

## Infrastruktura
Podziemny przystanek tramwajowy „Dworzec Główny Tunel” wraz z przystankiem „Politechnika” są jednymi z najgłębszych przystanków tramwajowych w Polsce. Jego peron znajduje się około 12 metrów pod ziemią. Krawędzie peronów przystanku mają długość około 100 metrów, co czyni je najdłuższymi na terenie całego Krakowa.
Podziemny przystanek tramwajowy „Dworzec Główny Tunel” jest przystosowany także do obsługi osób z niepełnosprawnościami, rowerzystów i pasażerów z wózkami dziecięcymi, dzięki pochylniom, windom i schodom ruchomym. Niektóre ze schodów ruchomych, znajdujących się przy wejściu na teren przystanku, są jednymi z najdłuższych w kraju.
Przystanek umiejscowiony został na grubej, żelbetowej płycie. Konstrukcja przystanku, podobnie jak i podziemna część budowli Krakowskiego Centrum Komunikacyjnego, została wykonana metodą odkrywkową, w wykopie szerokoprzestrzennym. Zwierciadło wody gruntowej zostało obniżone za pomocą zespołu studni głębinowych. Szerokość przystanku, obejmująca perony wraz z torowiskiem, wynosi ok. 15 m.
Według danych z 2018 roku z przystanku korzystało do 49 tysięcy pasażerów w ciągu doby.
W kwietniu 2020 roku przeprowadzono remont przystanku, obejmujący prace serwisowe związane z oświetleniem przystanku i torowiskiem tramwajowym przebiegającym obok peronów.

## Lokalizacja

### Położenie
Przystanek tramwajowy „Dworzec Główny Tunel” leży w Dzielnicy I Stare Miasto w Krakowie. Znajduje się przy ul. Pawiej, pod budynkami Galerii Krakowskiej oraz stacji kolejowej Kraków Główny.
Do przystanku prowadzą łącznie cztery wejścia, dwie pary schodów ruchomych, dwie pary wind oraz dwie pochylnie. Jedna para wejść prowadzi od wschodniej strony przystanku i położone jest przy dworcu autobusowym MDA w pobliżu ulicy Wita Stwosza, natomiast druga para wejść na teren przystanku położona jest z zachodniej strony peronów i prowadzi bezpośrednio z budynku Galerii Krakowskiej oraz ze stacji kolejowej Kraków Główny.
Przystanek położony jest między Rondem Mogilskim od strony Dworca Towarowego a Politechniką i jest fragmentem tunelu o długości 325 m.

### Komunikacja
W okolicach przystanku znajduje się zespół przystankowy Dworzec Główny. Bezpośrednio nad stacją po zachodniej stronie przy ul. Pawia znajdują się trzy przystanki autobusowe oraz dwa przystanki tramwajowe pod nazwą Dworzec Główny Zachód, cztery (w tym 3 autobusowe i 1 tramwajowy) prowadzące na północny zachód w kierunku Nowego Kleparzu i Politechniki oraz jeden przystanek przeznaczony tylko dla tramwajów prowadzący na południe w kierunku teatru Juliusza Słowackiego i Plant. Po wschodniej stronie od przystanku w pobliżu ul. Wita Stwosza jest położona pętla autobusowa pod nazwą Dworzec Główny Wschód, po wschodniej stronie znajduje się także dworzec dla przewoźników prywatnych przy ulicy Bosackiej.

## Galeria

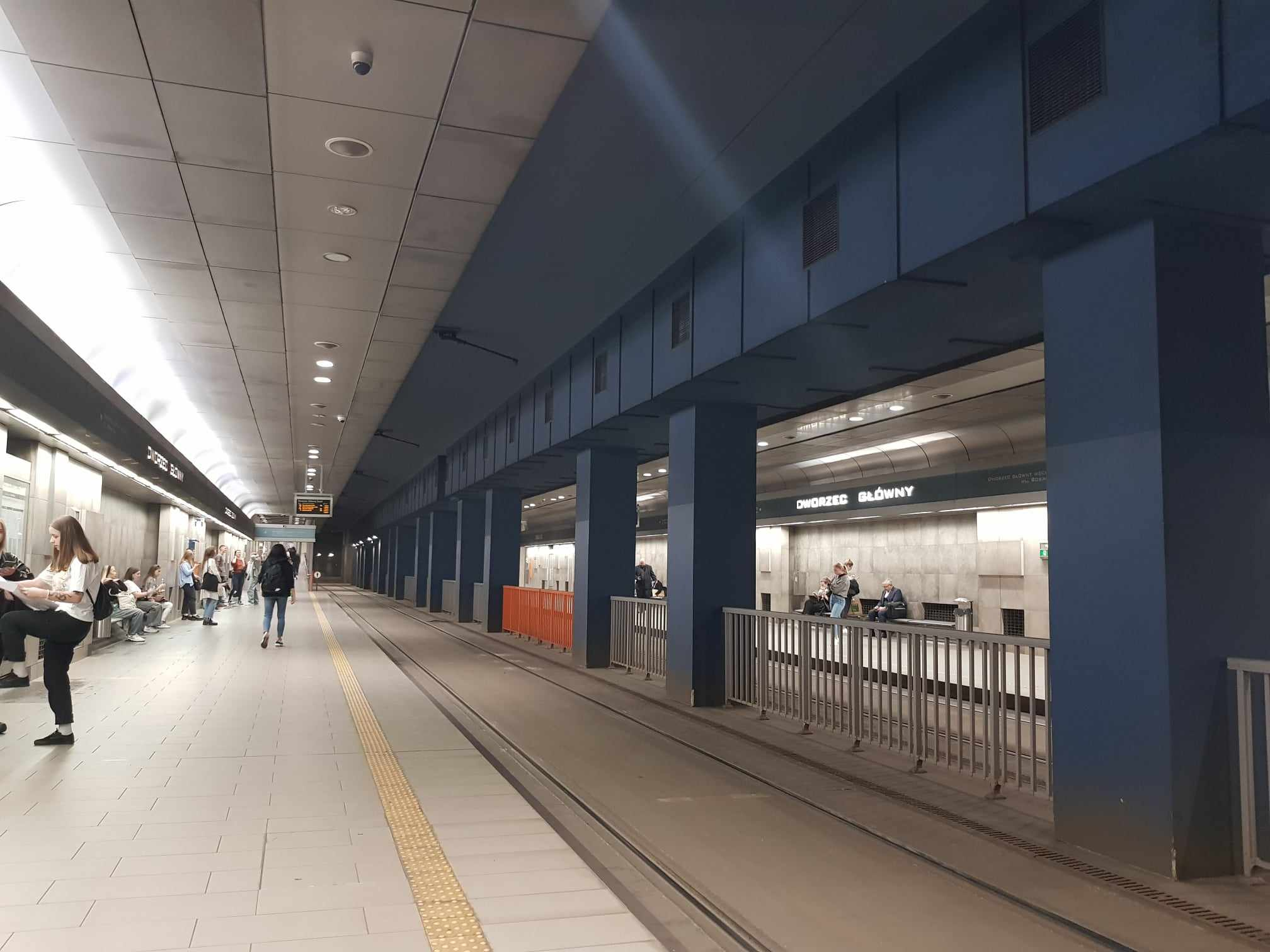
Peron w kierunku Bieżanowa i Kurdwanowa
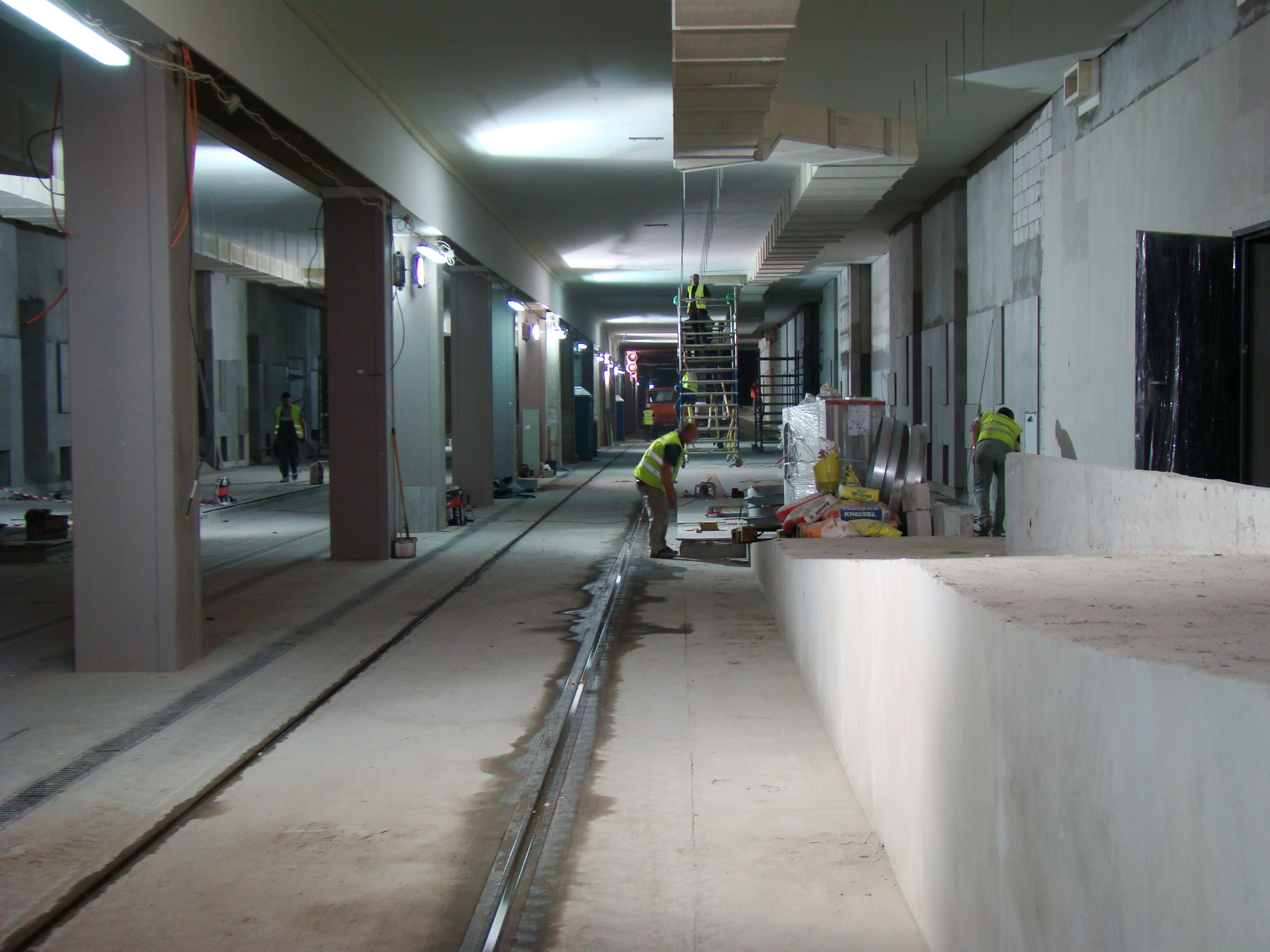
Budowa przystanku w lipcu 2008 roku
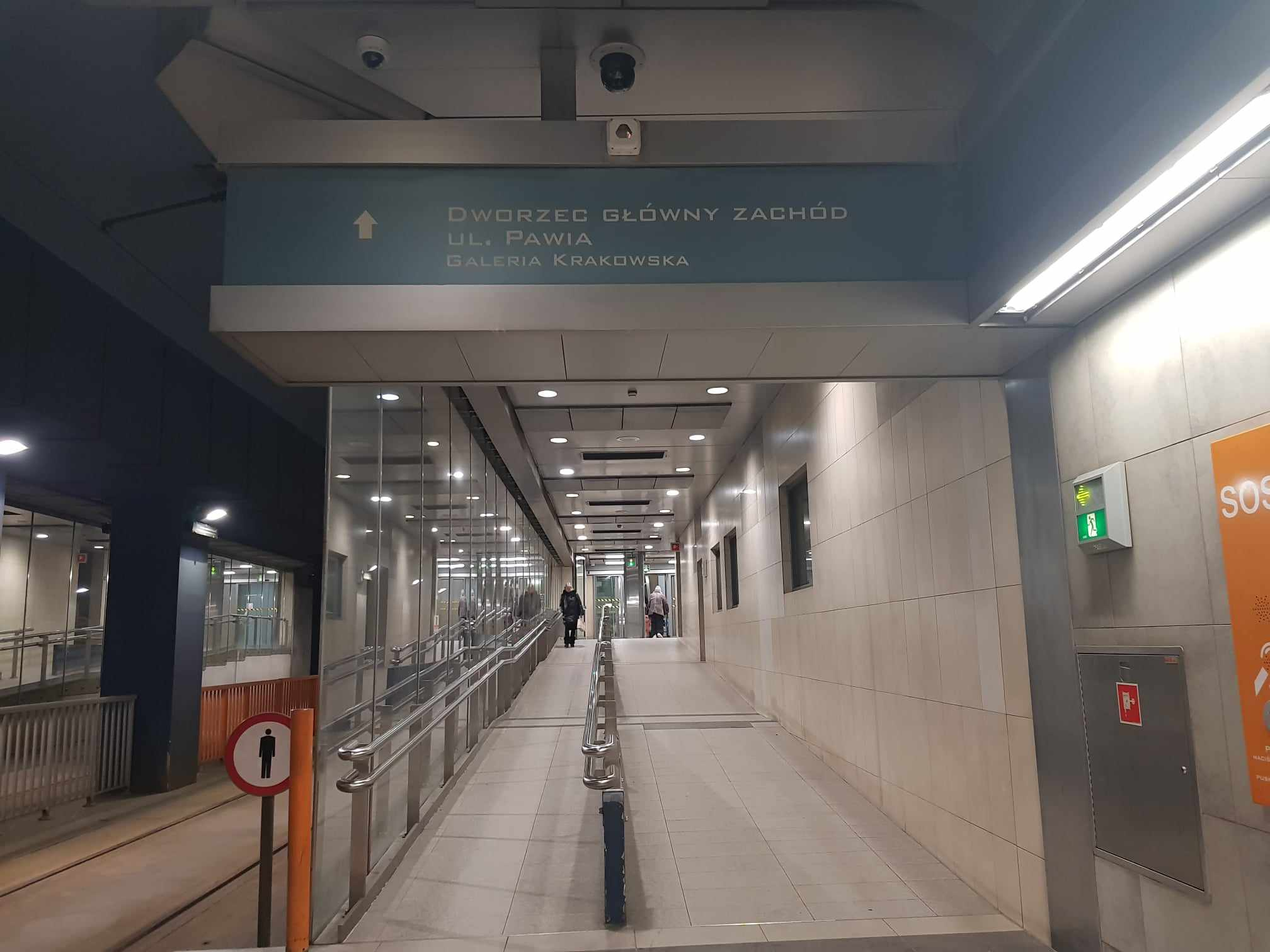
Pochylnia znajdująca się na terenie przystanku
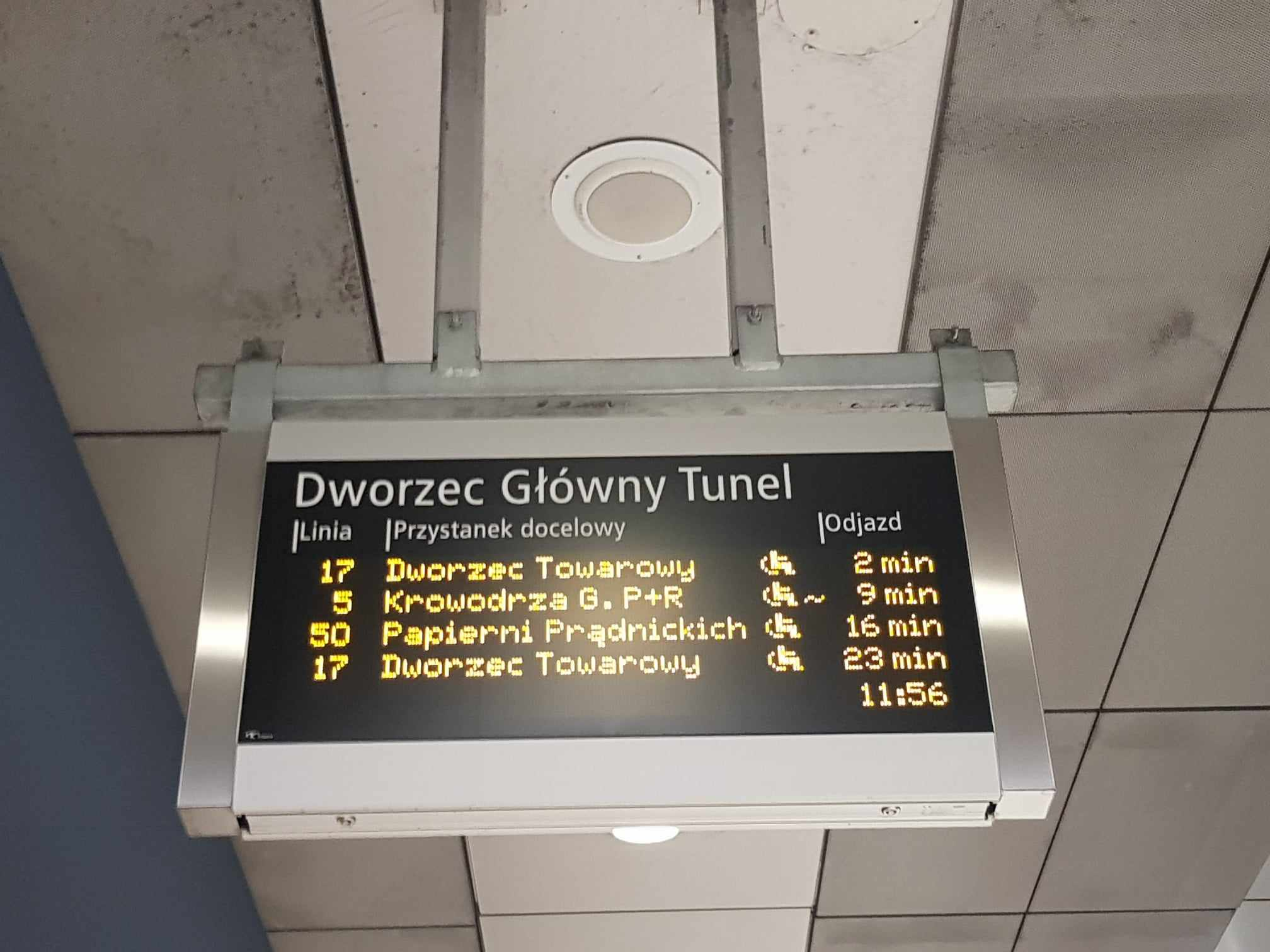
Tablica informująca o następnych odjazdach z przystanku
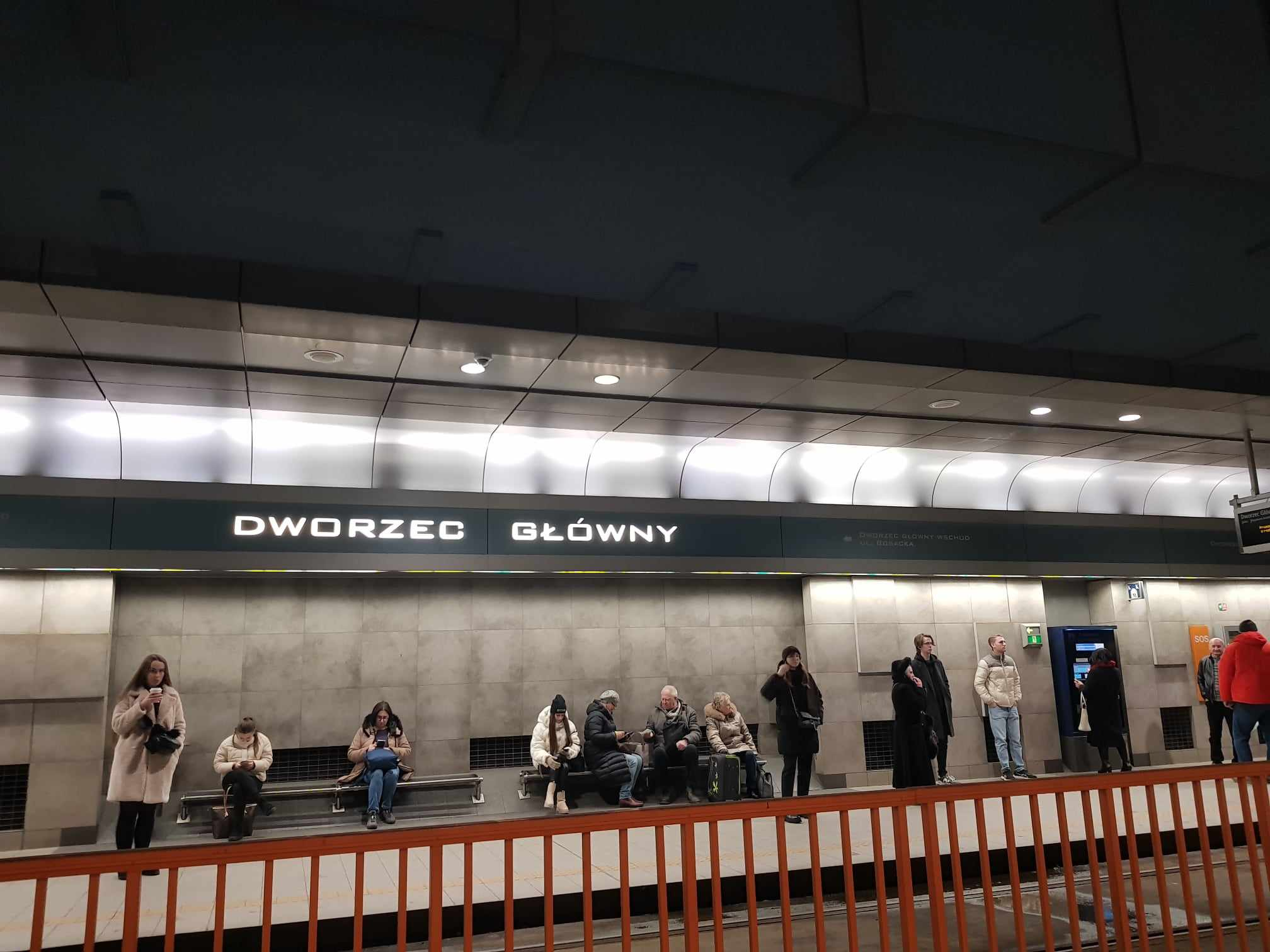
Peron przystanku w kierunku Kurdwanowa i Bieżanowa
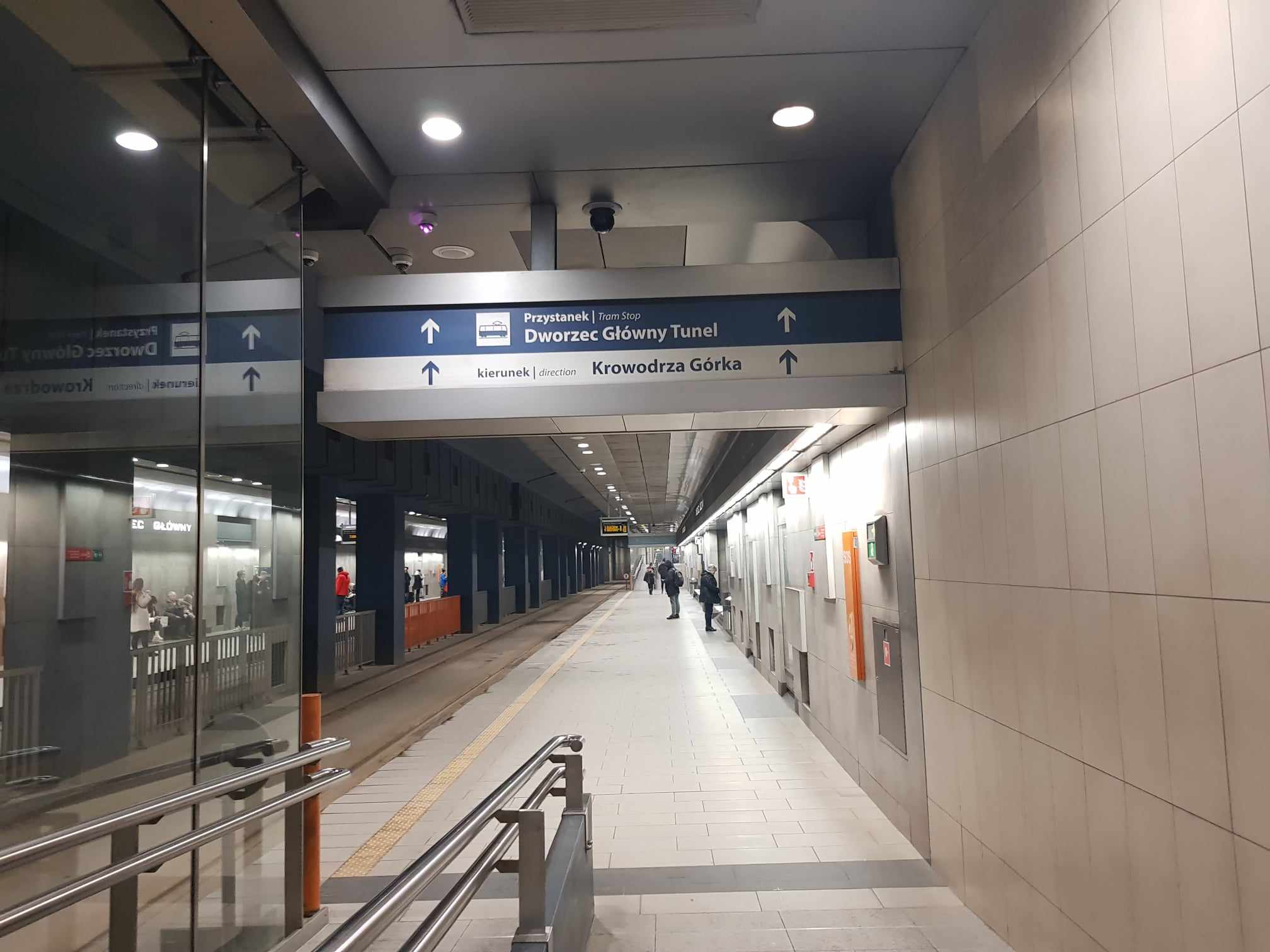
Peron widoczny z pochylni
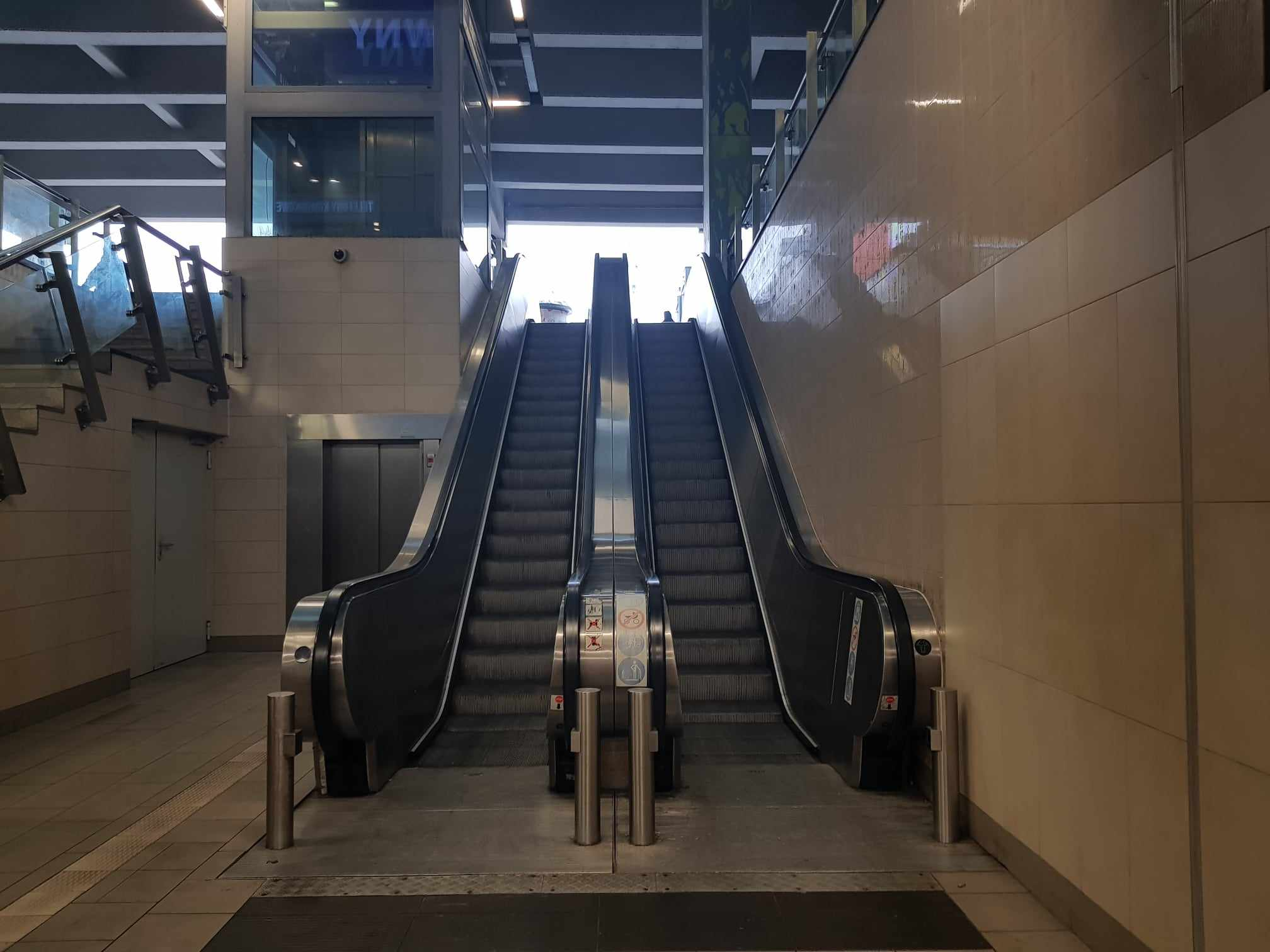
Schody ruchome oraz winda znajdujące się przy wyjściu z terenu przystanku
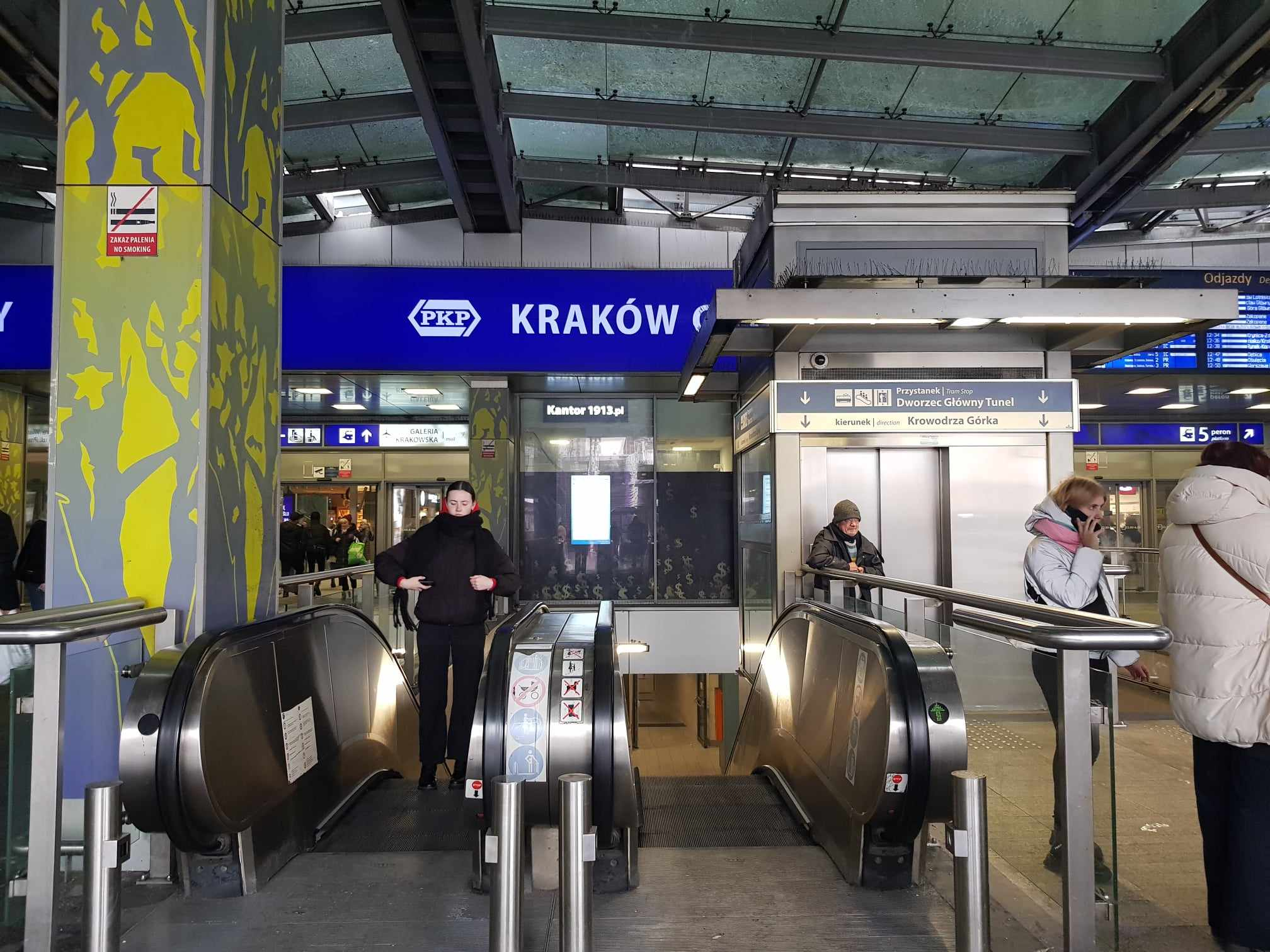
Wschodnie wejście na teren przystanku
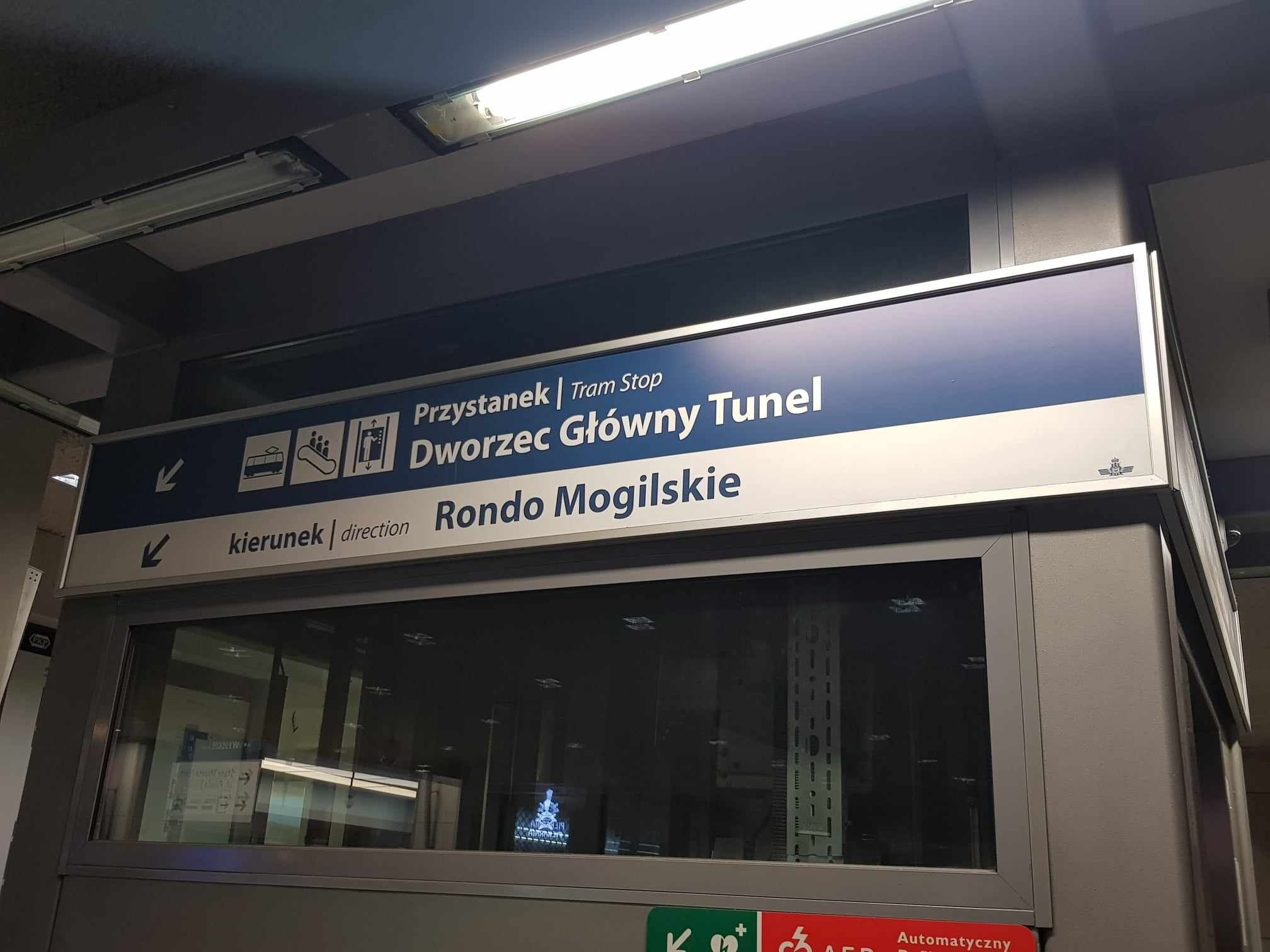
Tablica znajdująca się na peronie Kraków Główny, informująca o zejściu na teren podziemnego przystanku